# 政治的スペクトル
政治的スペクトル（せいじてきスペクトル、英: political spectrum）また政治光譜（せいじこうふ）とは、異なった政治的立場の分布をモデル化した方法の一つで、1つまたは複数の幾何学上の座標軸にそれらを配置することによって、個別の政治的な側面を明確にするものである。
学者や視点によって多数の軸や分布図が存在する。
一般的には、経済的自由と社会的平等を比較する左右軸と、政府の権力の強さと個人の自由を比較する縦軸の2つが使用される。
政治思想は、左右軸では左翼（政府の介入重視）と右翼（市場経済の自由重視）の2つに分類され、縦軸では権威主義（強い国家権力）と自由主義（個人の自由重視）の2つに分類される。
どちらか一方の軸のみを使用して政治思想を比較する場合には、左右軸が使用されることが多い。

## 左翼と右翼
従来からの分布には左翼と右翼があり、これは18世紀のフランス革命後の国民議会の座席位置を由来とする。この最も単純な「左翼-右翼」の軸では、共産主義や社会主義は通常は左に、ファシズムや保守主義は反対に右に位置する。リベラリズムは異なった思想や内容を意味するため、時には左に、時には右に配置された。

## 文化と経済

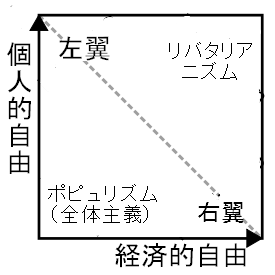
政治的スペクトルを2軸で表現した例。ノーラン・チャートの一種。

しかし上記の単純な「左翼-右翼」軸だけでは、現実の多様な政治的信条を記述するには不十分なため、学者により他の軸を追加した。複数軸に使用できる一般的な対立軸の用語は色々あるが、文化的（政治的、個人的）な視点と経済的な視点が広く使われている。
右の図の例では、縦軸が個人的（政治的・文化的）な自由度で、横軸が経済的な自由度を表している。ここでは左翼（リベラル）は政治的な自由度が高いが経済的な自由度は低く、反対に右翼（保守主義、資本主義）は政治的な自由度は低いが経済的な自由度は高く、そして両方の自由度が高いのはリバタリアニズム、両方の自由度が低いのはポピュリズム（全体主義）としている。

## 自由主義と全体主義
「左翼 - 右翼」軸に、「自由主義 - 全体主義」の軸を追加した図も、多くの学者により使われている。右の図の例では、上が自由主義（革新）、下が権威主義（保守）である。
この視点では、一般には「極左と極右であり、対極の思想」とされる共産主義（特にスターリニズムやマルクス・レーニン主義）とファシズムは、全体主義（政治的には中央集権・国家主義、経済的には集産主義）の傾向が強いという側面では、共通している。同様に、一般には「極左」とされるアナキズムは、右翼的とも言われる新自由主義と自由主義の傾向が強いという側面では共通している。またアナキズムを社会的無政府主義と個人主義的無政府主義の分類に大別した場合は、それぞれ「極左」と「右翼」に分かれる。